# Chaetopterygopsis siveci
Chaetopterygopsis siveci är en nattsländeart som beskrevs av Malicky 1988. Chaetopterygopsis siveci ingår i släktet Chaetopterygopsis och familjen husmasknattsländor. Inga underarter finns listade i Catalogue of Life.